# Burkholderia mallei
Espèce

Burkholderia mallei est l'agent de la morve, une maladie grave touchant préférentiellement les équidés, mais transmissible à de nombreuses autres espèces dont l'espèce humaine.

## Historique et description
Anciennement dénommée Pseudomonas mallei ou Malleomyces mallei, c'est une bactérie à Gram négatif bipolaire et aérobie appartenant au genre Burkholderia (nom générique créé en l'honneur du bactériologiste américain Walter H. Burkholder, de l'université Cornell de New York). Son nom spécifique vient du latin malleus (morve). À la différence de l'espèce voisine Burkholderia pseudomallei et d'autres espèces du même genre, cette bactérie n'est pas mobile. Sa forme est intermédiaire entre le bâtonnet et le coque et ses dimensions comprises entre 1,5 et 3 μm de longueur sur 0,5  à   1 μm de diamètre avec des extrémités arrondies.
Le germe est sensible à de nombreux désinfectants tels que le chlorure de benzalkonium, l'iode, le chlorure de mercure, le permanganate de potassium, l'hypochlorite de sodium et l'éthanol. Il est détruit par la chaleur et les rayons ultraviolets. 
In vitro, des antibiotiques tels que la streptomycine, l'amikacine,  la tétracycline, la doxycycline et le sulfathiazole se sont montrés actifs contre cette bactérie[réf. souhaitée].
B. mallei comme  B. pseudomallei sont inscrits sur la liste des armes biologiques potentielles établie par les CDC.